# Я хочу быть…
«Я хочу быть…» — песня российской певицы Анны Асти, представленная 8 ноября 2024 года на лейбле Fenix Music. Автор музыки и фортепианного аккомпанемента — Игорь Крутой. Впервые певица исполнила песню на юбилейном концерте в честь 70-летия Крутого.
По данным «VK Музыки», песня стала одной из самых проигрываемых у Асти в 2024 году на сервисе.

## Отзывы критиков
Алексей Мажаев в рецензии для InterMedia отметил, что песня максимально не похожа на треки, принесшие артистке популярность. Это не танцевальная драма, которую сочиняет для неё Дмитрий Лорен, а пафосная эстрадная вещь, чуть ли не романс, наполненный тяжеловесными образами. По его мнению, произведение больше подходит более возрастной диве, чем 34-летняя Асти.

## Чарты
| Чарт (2024—2025)          | Высшая позиция |
| ------------------------- | -------------- |
| Литва (TopHit)            | 4              |
| Россия (TopHit All Media) | 79             |
| Россия (TopHit Radio)     | 74             |

## История релиза
| Регион | Дата           | Формат                      | Лейбл       | Ист.  |
| ------ | -------------- | --------------------------- | ----------- | ----- |
| Мир    | 8 ноября 2024  | Цифровая загрузка, стриминг | Fenix Music | [ 1 ] |
| СНГ    | 29 января 2025 | Радиоротация                | Fenix Music | [ 9 ] |